# Жульєн Фере
Жульєн Фере (фр. Julien Féret, нар. 5 липня 1982, Сен-Бріє) — французький футболіст, півзахисник клубу «Кан».
Насамперед відомий виступами за «Реймс», «Нансі» та «Ренн».

## Ігрова кар'єра
Вихованець «Ренна», проте за основну команду Жульєн так і не дебютував, виступаючи виключно за дубль, в якому провів три сезони, взявши участь у 49 матчах чемпіонату.
З 2003 року по сезону провів в «Шербурі» та «Ніорі», що виступали у Лізі 2.
Своєю грою за останню команду привернув увагу представників тренерського штабу клубу «Реймса», до складу якого приєднався 2005 року. Відіграв за команду з Реймса наступні три сезони своєї ігрової кар'єри. Більшість часу, проведеного у складі «Реймса», був основним гравцем команди.
Влітку 2008 року уклав контракт з «Нансі», у складі якого провів наступні три роки своєї кар'єри гравця, дебютувавши в елітному дивізіоні. Граючи у складі «Нансі» також здебільшого виходив на поле в основному складі команди.
Влітку 2011 року на правах вільного агента повернувся в рідний «Ренн». Наразі встиг відіграти за команду з Ренна 53 матчі в національному чемпіонаті.

## Статистика виступів
| Сезон   | Клуб    | Чемпіонат | Чемпіонат | Чемпіонат | Єврокубок | Єврокубок | Єврокубок | Кубок | Кубок | Кубок |
| Сезон   | Клуб    | Ліга      | Ігор      | Голів     | Голів     | Ігор      | Голів     |       |       |       |
| ------- | ------- | --------- | --------- | --------- | --------- | --------- | --------- | ----- | ----- | ----- |
| Сезон   | Клуб    | Ліга      | Ігор      | Голів     | Голів     | Ігор      | Голів     | Ігор  | Голів |       |
| 2004/05 | «Ніор»  | Ліга 2    | 31        | 2         | -         | -         | -         | -     | -     |       |
| 2005/06 | «Реймс» | Ліга 2    | 36        | 3         | -         | -         | -         | -     | -     |       |
| 2006/07 | «Реймс» | Ліга 2    | 31        | 9         | -         | -         | -         | -     | -     |       |
| 2007/08 | «Реймс» | Ліга 1    | 28        | 5         | -         | -         | -         | -     | -     |       |
| 2008/09 | «Нансі» | Ліга 1    | 31        | 4         | Uefa      | 5         | 2         | -     | -     |       |
| 2009/10 | «Нансі» | Ліга 1    | 37        | 5         | -         | -         | -         | -     | -     |       |
| 2010/11 | «Нансі» | Ліга 1    | 36        | 6         | -         | -         | -         | -     | -     |       |
| 2011/12 | «Ренн»  | Ліга 1    | 35        | 8         | Uefa      | 8         | 2         | -     | -     |       |